# دييغو ألفارادو
دييغو ألفارادو (بالإسبانية: Diego Alvarado)‏ هو لاعب كرة قدم تشيلي في مركز مهاجم ‏، ولد في 20 نوفمبر 1991 في تشيلي. لعب مع ديبورتيس ماجالانز ونادي كوكيمبو أونيدو.

## وصلات خارجية
- دييغو ألفارادو على موقع قاعدة بيانات كرة القدم.إي يو (الإنجليزية)
- دييغو ألفارادو على موقع Soccerway.com (الإنجليزية)